# 朱子場
永寧安惠王朱子場（1422年—1476年），明朝周藩第二代永寧王，永寧靖僖王朱有灮的庶長子。

## 生平
正統二年（1437年）八月，獲賜名子場。正統三年（1438年）九月，賜誥命冠服。成化三年（1467年）九月，朱子場襲封永寧王。
成化十二年（1476年）四月，朱子場去世，享年五十五歲，諡號安惠。兩年後，庶長子鎮國將軍朱同釾襲爵。

## 家庭

### 妻
- 李氏，民李慶女，成化三年（1467年）冊為永寧王妃[3]

### 妾
- 萬氏，生朱同釾[5]
- 閻氏[6]

### 子
- 庶長子：鎮國將軍→永寧莊和王朱同釾[5]
- 第七子：鎮國將軍朱同鑌，成化十二年（1476年）四月賜名[4]，弘治元年（1488年）已故[7]